# Much Loved
Much Loved is een Frans-Marokkaanse film uit 2015, geregisseerd door Nabil Ayouch. De film ging in première op 19 mei op het Filmfestival van Cannes. Ayouch deed voor het maken van deze fictieve film meer dan anderhalf jaar lang onderzoek naar prostituees. Dit deed hij onder andere door 200 interviews af te nemen met prostituees in Marrakesh. Abidar en regisseur Ayouch werden in juni aangeklaagd voor pornografie, onzedelijkheid en het aanzetten van minderjarigen tot ontucht. De dag na de première in Cannes werd de film verboden door de Marokkaanse minister van Communicatie.
De film won een Prix Lumières voor beste Franstalige film. Een van de hoofdrolspeelsters Loubna Abidar werd genomineerd voor een César voor de beste actrice.

## Verhaal
De film volgt de dagelijkse gebeurtenissen in de Marokkaanse stad Marrakesh. Vriendinnen Noha, Randa en Soukaina komen maar nauwelijks rond en zijn afhankelijk van de gulheid van hun klanten om te kunnen overleven. De vrouwen krijgen alles voor elkaar zolang de mannen het naar hun zin hebben, maar worden net zo vaak als vuil behandeld. Gelukkig hebben ze elkaar.

## Rolverdeling
| Acteur                 | Personage           |
| ---------------------- | ------------------- |
| Loubna Abidar          | Noha                |
| Asmaa Lazrak           | Randa               |
| Halima Karaouane       | Soukaina            |
| Sara Elmhamdi Elalaoui | Hlima               |
| Abdellah Didane        | Saïd (de chauffeur) |